# Тибана
Тибана (исп. Tibaná) — город и муниципалитет в центральной части Колумбии, на территории департамента Бояка. Входит в состав провинции Маркес.

## История
Поселение, из которого позднее вырос город, было основано в 1537 году Гонсало Хименесом де Кесадой.

## Географическое положение
Город расположен на юге центральной части департамента, в гористой местности Восточной Кордильеры, к западу от реки Тибана, на расстоянии приблизительно 20 километров к югу от города Тунха, административного центра департамента. Абсолютная высота — 2088 метров над уровнем моря.
Муниципалитет Тибана граничит на севере и северо-востоке с территорией муниципалитета Хенесано, на востоке и юго-востоке — с муниципалитетом Рамирики, на юге — с муниципалитетом Чинавита, на юго-западе — с муниципалитетом Умбита, на западе и северо-западе — с муниципалитетом Нуэво-Колон. Площадь муниципалитета составляет 121,8 км².

## Население
По данным Национального административного департамента статистики Колумбии, совокупная численность населения города и муниципалитета в 2015 году составляла 9186 человек.
Динамика численности населения муниципалитета по годам:
| 2005 | 2006 | 2007 | 2008 | 2009 | 2010 | 2011 | 2012 | 2013 | 2014 | 2015 |
| ---- | ---- | ---- | ---- | ---- | ---- | ---- | ---- | ---- | ---- | ---- |
| 9711 | 9669 | 9623 | 9573 | 9520 | 9463 | 9409 | 9356 | 9295 | 9248 | 9186 |

Согласно данным переписи 2005 года мужчины составляли 50,4 % от населения Тибаны, женщины — соответственно 49,6 %. В расовом отношении белые и метисы составляли 99,9 % от населения города; негры, мулаты и райсальцы — 0,1 %.
Уровень грамотности среди всего населения составлял 82,5 %.

## Экономика
Основу экономики Тибаны составляет сельское хозяйство.

55,1 % от общего числа городских и муниципальных предприятий составляют предприятия торговой сферы, 34,8 % — предприятия сферы обслуживания, 9 % — промышленные предприятия, 1,1 % — предприятия иных отраслей экономики.